# Чемпионат России по плаванию на короткой воде 2017
Чемпионат России по плаванию на короткой воде 2017 прошёл с 18 по 22 ноября в Казани, Татарстан во Дворце водных видов спорта.
Чемпионат являлся квалификационным к чемпионату Европы в Копенгагене, который прошёл 13 — 17 декабря. Условия отбора выполнили 33 спортсмена.
В соревновании приняли участие более 830 спортсменов из 67 субъектов. Было установлено 30 рекордов: рекорд Европы, 7 рекордов России, 4 юношеских рекорда мира и 4 юношеских рекорда Европы, а также 14 юношеских рекордов России.
Наибольшее количество очков по таблице FINA набрали Олег Костин (Нижний Новгород) — 970 очков за рекорд Европы, установленный на дистанции 100 м брассом (56,16) и Розалия Насретдинова (Москва) — 950 очков (50 м вольным стилем, 23,64, рекорд России).
Москвич Климент Колесников завоевал больше всех золотых медалей — восемь, это же результат стал лучшим и по сумме медалей всех достоинств. Розалия Насретдинова завоевала аналогичные достижения среди женщин — 7 (5+1+1) медалей
В командном зачёте среди субъектов Российской Федерации в 1-й группе победила команды Москва-1 (3344 очка), на втором месте — Санкт-Петербург-1 (1801), на третьем — Москва-2 (1400).

## Рекорды, установленные на чемпионате
Рекорд Европы
1. Олег Костин (Нижегородская область) — 100 м брасс — финал — 56,16.

Рекорды России
1. Светлана Чимрова (Москва) — 200 м баттерфляй — финал — 2.04,36.
2. Светлана Чимрова (Москва) — 100 м баттерфляй — полуфинал — 56,39.
3. Олег Костин (Нижегородская область) — 100 м брасс — финал — 56,16.
4. Климент Колесников (Москва) — 200 м комплекс — финал — 1.53,36.
5. Розалия Насретдинова (Москва) — 50 м вольный стиль — предв. заплыв — 23,96.
6. Розалия Насретдинова (Москва) — 50 м вольный стиль — полуфинал — 23,64.
7. Женская 4×100 м вольным стилем — Вероника Андрусенко, Мария Каменева, Дарья Карташова, Дарья С. Устинова (Санкт-Петербург) — финал — 3.34,26.

Юношеские рекорды мира
1. Климент Колесников (Москва) — 100 м на спине — полуфинал — 50,44.
2. Климент Колесников (Москва) — 100 м на спине — финал — 49,84.
3. Климент Колесников (Москва) — 50 м на спине — полуфинал = 23,42.
4. Климент Колесников (Москва) — 50 м на спине — финал — 23,28.

Юношеские рекорды Европы
1. Климент Колесников (Москва) — 200 м комплекс — финал — 1.53,36.
2. Климент Колесников (Москва) — 100 м комплекс — предв. заплыв — 53,17.
3. Климент Колесников (Москва) — 100 м комплекс — полуфинал — 52,10.
4. Климент Колесников (Москва) — 50 м на спине — финал — 23,28.

Юношеские рекорды России
1. Александра Сабитова (Кемеровская область) — 200 м баттерфляй — предв. заплыв — 2.10,44.
2. Александра Сабитова (Кемеровская область) — 200 м баттерфляй — финал — 2.07,34.
3. Александра Сабитова (Кемеровская область) — 100 м баттерфляй — предв. заплыв — 57,45.
4. Александра Сабитова (Кемеровская область) — 100 м баттерфляй — полуфинал — 57,37.
5. Климент Колесников (Москва) — 50 м на спине — полуфинал — 23,42.
6. Климент Колесников (Москва) — 50 м на спине — финал — 23,28.
7. Климент Колесников (Москва) — 100 м на спине — полуфинал — 50,44.
8. Климент Колесников (Москва) — 100 м на спине — финал — 49,84.
9. Климент Колесников (Москва) — 200 м на спине — финал — 1.49,99.
10. Климент Колесников (Москва) — 100 м комплекс — предв. заплыв — 53,17.
11. Климент Колесников (Москва) — 100 м комплекс — полуфинал — 52,10.
12. Климент Колесников (Москва) — 200 м комплекс — финал — 1.53,36.
13. Эдуард Валиахметов (Татарстан) — 400 м комплекс — финал — 4.04,23.
14. Мартин Малютин (Омская область) — 400 м вольный стиль — финал — 3.41,14[2].

## Призёры

### Мужчины
| Дисциплины                       | Золото | Золото   | Серебро | Серебро  | Бронза | Бронза   |
| -------------------------------- | --- | -------- | --- | -------- | --- | -------- |
| 50 м вольным стилем              | Сергей Фесиков ЯНАО — Калужская область                                                                          | 21.16    | Александр Попков Санкт-Петербург-1                                                                                           | 21.32    | Андрей Арбузов Красноярский край — Калужская обл.                                                                            | 21.42    |
| 100 м вольным стилем             | Михаил Вековищев Калужская область                                                                               | 47.25    | Иван Кузьменко Волгоградская область-1                                                                                       | 47.31    | Никита Королёв Татарстан-1                                                                                                   | 47.34    |
| 200 м вольным стилем             | Александр Красных Татарстан-1                                                                                    | 1:42.02  | Михаил Довгалюк Москва-1 | 1:42.85  | Михаил Вековищев Калужская область                                                                                           | 1:43.42  |
| 400 м вольным стилем             | Александр Красных Татарстан-1                                                                                    | 3:36.83  | Вячеслав Андрусенко Санкт-Петербург-2                                                                                        | 3:39.90  | Мартин Малютин Омская область                                                                                                | 3:41.14  |
| 1500 м вольным стилем            | Илья Дружинин ХМАО — Югра                                                                                        | 14:49.29 | Ярослав Потапов ХМАО — Югра                                                                                                  | 14:53.65 | Александр Фёдоров Санкт-Петербург-2                                                                                          | 14:53.73 |
|                                  | |          | |          | |          |
| 50 м на спине                    | Климент Колесников Москва-1                                                                                      | 23.28    | Никита Ульянов ХМАО — Югра                                                                                                   | 23.44    | Андрей Шабасов Санкт-Петербург-2                                                                                             | 23.95    |
| 100 м на спине                   | Климент Колесников Москва-1                                                                                      | 49.84    | Андрей Шабасов Санкт-Петербург-2                                                                                             | 50.41    | Никита Ульянов ХМАО — Югра                                                                                                   | 50.91    |
| 200 м на спине                   | Климент Колесников Москва-1                                                                                      | 1:49.99  | Роман Ларин Пензенская область-1                                                                                             | 1:52.09  | Дмитрий Мальцев Тюменская область                                                                                            | 1:52.72  |
|                                  | |          | |          | |          |
| 50 м брассом                     | Олег Костин Нижегородская область                                                                                | 25.96    | Игорь Головин Хабаровский край                                                                                               | 26.51    | Всеволод Занько Москва-1 | 26.53    |
| 100 м брассом                    | Олег Костин Нижегородская область                                                                                | 56.16    | Илья Хоменко Ростовская область-1                                                                                            | 57.19    | Всеволод Занько Москва-1 | 57.43    |
| 200 м брассом                    | Михаил Доринов Нижегородская область                                                                             | 2:02.42  | Илья Хоменко Ростовская область-1                                                                                            | 2:03.76  | Рустам Гадиров Омская область                                                                                                | 2:05.46  |
|                                  | |          | |          | |          |
| 50 м баттерфляем                 | Александр Попков Санкт-Петербург-1                                                                               | 22.50    | Олег Костин Нижегородская область                                                                                            | 22.67    | Александр Садовников Калининградская область                                                                                 | 22.86    |
| 100 м баттерфляем                | Александр Садовников Калининградская область                                                                     | 50.48    | Александр Харланов Пензенская область-1                                                                                      | 50.57    | Даниил Пахомов С.-Петербург — Архангельская обл.                                                                             | 50.66    |
| 200 м баттерфляем                | Александр Харланов Пензенская область-1                                                                          | 1:51.19  | Николай Скворцов Калужская область                                                                                           | 1:53.43  | Александр Прибыток Санкт-Петербург-2                                                                                         | 1:53.65  |
|                                  | |          | |          | |          |
| 100 м комплексное плавание       | Сергей Фесиков ЯНАО — Калужская область                                                                          | 51.22    | Андрей Жилкин Москва-1 | 53.03    | Дмитрий Щербаков Москва-2 | 54.08    |
| 200 м комплексное плавание       | Климент Колесников Москва-1                                                                                      | 1:53.36  | Семён Макович Москва-2 | 1:54.29  | Даниил Пасынков Москва-1 | 1:54.79  |
| 400 м комплексное плавание       | Эдуард Валиахметов Татарстан-1                                                                                   | 4:04.23  | Даниил Пасынков Москва-1 | 4:05.29  | Максим Ступин Москва-2 | 4:05.68  |
|                                  | |          | |          | |          |
| Эстафета 4×50 м вольным стилем   | Калужская область Сергей Фесиков (21.15) Георг Гутманн (21.74) Михаил Вековищев (22.22) Андрей Арбузов (21.22)   | 1:26.33  | Москва-1 Андрей Жилкин (21.56) Михаил Довгалюк (22.18) Артём Лобузов (22.00) Даниил Пасынков (22.21)                         | 1:27.95  | Санкт-Петербург-2 Роман Шевляков (22.13) Вячеслав Прудников (21.73) Александр Прибыток (22.62) Андрей Савин (22.13)          | 1:28.61  |
| Эстафета 4×100 м вольным стилем  | Москва-1 Климент Колесников (46.55) Владислав Гринёв (47.17) Михаил Полищук (48.18) Андрей Жилкин (47.31)        | 3:09.21  | Санкт-Петербург-1 Евгений Лагунов (47.85) Евгений Айзетуллов (48.14) Олег Тихобаев (47.61) Александр Попков (47.19)          | 3:10.79  | Новосибирская область-1 Александр Клюкин (47.82) Максим Абловацкий (48.56) Даниил Марков (48.71) Григорий Вакаренцев (48.50) | 3:13.59  |
| Эстафета 4×200 м вольным стилем  | Москва-1 Артём Лобузов (1:46.00) Михаил Довгалюк (1:43.78) Алексей Ртищев (1:46.30) Даниил Пасынков (1:45.88)    | 7:01.96  | Краснодарский край-1 Данила Изотов (1:41.85) Даниил Градинарь (1:47.15) Руслан Алборов (1:49.44) Александр Шумилов (1:44.95) | 7:03.39  | Москва-2 Николай Снегирёв (1:44.73) Пётр Жихарев (1:45.78) Евгений Куликов (1:46.59) Семён Макович (1:46.84)                 | 7:03.94  |
| Комбинированная эстафета 4×50 м  | Калужская область Сергей Фесиков (23.00) Андрей Николаев (26.35) Михаил Вековищев (22.29) Андрей Арбузов (21.19) | 1:32.83  | Нижегородская область Максим Третьяков (24.68) Михаил Доринов (26.23) Олег Костин (22.13) Иван Зубрицкий (22.09)             | 1:35.13  | Новосибирская область-1 Дмитрий Лапшин (24.32) Сергей Гейбель (27.176) Даниил Марков (23.12) Александр Клюкин (21.25)        | 1:35.86  |
| Комбинированная эстафета 4×100 м | Москва-1 Климент Колесников (50.35) Всеволод Занько (57.61) Павел Пахомов (50.93) Владислав Гринёв (47.04)       | 3:25.93  | Калужская область Сергей Фесиков (50.74) Андрей Николаев (58.69) Михаил Вековищев (49.54) Андрей Арбузов (47.24)             | 3:26.21  | Санкт-Петербург-2 Андрей Шабасов (50.87) Евгений Сомов (1:01.21) Роман Шевляков (50.66) Вячеслав Андрусенко (47.60)          | 3:29.34  |

### Женщины
| Дисциплины                       | Золото | Золото  | Серебро | Серебро | Бронза | Бронза  |
| -------------------------------- | --- | ------- | --- | ------- | --- | ------- |
| 50 м вольным стилем              | Розалия Насретдинова Москва-1 | 23.79   | Мария Каменева Санкт-Петербург — Оренбургская обл.                                                                                        | 24.13   | Наталья Клюкина Новосибирская область-1                                                                                           | 24.45   |
| 100 м вольным стилем             | Мария Каменева Санкт-Петербург — Оренбургская обл. | 52.47   | Розалия Насретдинова Москва-1 | 52.53   | Полина Лапшина Свердловская область-1                                                                                             | 53.28   |
| 200 м вольным стилем             | Виктория Андреева Пензенская область-1 | 1:55.12 | Анастасия Гуженкова Самарская область-1                                                                                                   | 1:55.14 | Дарья К. Устинова Свердловская область-1                                                                                          | 1:55.50 |
| 400 м вольным стилем             | Вероника Андрусенко Санкт-Петербург-1 | 3:59.27 | Валерия Саламатина Свердловская область-1                                                                                                 | 4:00.39 | Анна Егорова ХМАО — Югра — Калининградская обл.                                                                                   | 4:01.80 |
| 800 м вольным стилем             | Анастасия Кирпичникова Свердловская область-1 | 8:18.97 | Анна Егорова ХМАО — Югра — Калининградская обл.                                                                                           | 8:19.66 | Валерия Ермакова Московская обл. — Липецкая обл.                                                                                  | 8:26.85 |
|                                  | |         | |         | |         |
| 50 м на спине                    | Анастасия Фесикова Пензенская область — ЯНАО | 26.61   | Мария Каменева Санкт-Петербург — Оренбургская обл.                                                                                        | 26.68   | Полина Егорова Башкортостан | 26.69   |
| 100 м на спине                   | Мария Каменева Санкт-Петербург — Оренбургская обл. | 57.21   | Полина Лапшина Свердловская область-1 | 57.40   | Дарья К. Устинова Свердловская область-1                                                                                          | 57.80   |
| 200 м на спине                   | Дарья К. Устинова Свердловская область-1 | 2:02.53 | Анастасия Авдеева Владимирская область | 2:04.97 | Полина Егорова Башкортостан | 2:05.35 |
|                                  | |         | |         | |         |
| 50 м брассом                     | Юлия Ефимова Республика Саха (Якутия) | 29.60   | Наталья Иванеева Волгоградская область-1                                                                                                  | 30.01   | Анна Ганус Красноярский край | 30.49   |
| 100 м брассом                    | Наталья Иванеева Волгоградская область-1 | 1:05.10 | Дарья Чикунова Санкт-Петербург-1 | 1:05.47 | Мария Темникова Санкт-Петербург-1                                                                                                 | 1:05.79 |
| 200 м брассом                    | Виталина Симонова Новосибирская область-1 | 2:20.19 | Дарья Чикунова Санкт-Петербург-1 | 2:20.70 | Мария Темникова Санкт-Петербург-1                                                                                                 | 2:20.71 |
|                                  | |         | |         | |         |
| 50 м баттерфляем                 | Розалия Насретдинова Москва-1 | 25.79   | Светлана Чимрова Москва-1 | 25.93   | Екатерина Шапаникова Санкт-Петербург-1                                                                                            | 25.99   |
| 100 м баттерфляем                | Светлана Чимрова Москва-1 | 56.75   | Александра Сабитова Кемеровская область                                                                                                   | 57.75   | Екатерина Шапаникова Санкт-Петербург-1                                                                                            | 58.04   |
| 200 м баттерфляем                | Светлана Чимрова Москва-1 | 2:04.36 | Александра Сабитова Кемеровская область                                                                                                   | 2:07.34 | Анастасия Гуженкова Самарская область-1                                                                                           | 2:07.70 |
|                                  | |         | |         | |         |
| 100 м комплексное плавание       | Ника Годун Москва-1 | 1:00.10 | Виктория Андреева Пензенская область-1 | 1:00.24 | Виталина Симонова Новосибирская область-1Дарья Карташова Санкт-Петербург-1                                                        | 1:00.63 |
| 200 м комплексное плавание       | Виктория Андреева Пензенская область-1 | 2:09.01 | Ирина Кривоногова Самарская область-1 | 2:10.23 | Кристина Вершинина ХМАО — Югра | 2:10.34 |
| 400 м комплексное плавание       | Кристина Вершинина ХМАО — Югра | 4:35.58 | Ирина Кривоногова Самарская область-1 | 4:37.32 | Дарья Чикунова Санкт-Петербург-1                                                                                                  | 4:40.05 |
|                                  | |         | |         | |         |
| Эстафета 4×50 м вольным стилем   | Санкт-Петербург-1 Дарья Карташова (24.99) Анастасия Лязева (25.00) Полина Невмовенко (25.31) Юлия Сноз (25.68)Москва-1 Екатерина Кудинова (25.51) Александра Папуша (25.81) Катарина Милутинович (24.86) Полина Осипенко (24.80) | 1:40.98 | — | —       | Татарстан-1 Елизавета Базарова (24.83) Олеся Корчагина (25.49) Лилия Гиниятуллина (25.21) Ирина Приходько (25.84)                 | 1:41.37 |
| Эстафета 4×100 м вольным стилем  | Санкт-Петербург-1 Мария Каменева (53.07) Дарья С. Устинова (53.77) Дарья Карташова (53.85) Вероника Андрусенко (53.57) | 3:34.26 | Свердловская область-1 Полина Лапшина (53.49) Валерия Саламатина (53.72) Дарья К. Устинова (53.63) Анастасия Кирпичникова (54.42)         | 3:35.26 | Москва-1 Розалия Насретдинова (53.15) Екатерина Кудинова (55.73) Катарина Милутинович (55.05) Полина Осипенко (54.67)             | 3:38.60 |
| Эстафета 4×200 м вольным стилем  | Санкт-Петербург-1 Вероника Андрусенко (1:53.70) Полина Невмовенко (1:57.61) Юлия Сноз (1:57.50) Дарья С. Устинова (1:55.61) | 7:44.42 | Свердловская область-1 Валерия Саламатина (1:56.14) Дарья К. Устинова (1:55.48) Полина Лапшина (1:59.77) Анастасия Кирпичникова (1:55.49) | 7:45.72 | Самарская область-1 Олеся Чернятина (1:59.53) Софья Чичайкина (2:01.61) Анастасия Гуженкова (1:56.02) Ирина Кривоногова (1:57.89) | 7:55.05 |
| Комбинированная эстафета 4×50 м  | Санкт-Петербург-1 Надежда Винюкова (27.95) Дарья Чикунова (30.76) Екатерина Шапаникова (26.00) Ксения Козюк (25.20) | 1:49.91 | Красноярский край Анастасия Осипенко (28.42) Анна Ганус (30.78) Софья Лобова (26.40) Валерия Бодня (24.61)                                | 1:50.21 | Новосибирская область-1 Арина Суркова (28.24) Виталина Симонова (30.26) Екатерина Никонова (27.36) Кира Володина (25.10)          | 1:50.96 |
| Комбинированная эстафета 4×100 м | Москва-1 Александра Папуша (59.95) Ника Годун (1:06.24) Светлана Чимрова (56.24) Розалия Насретдинова (52.14) | 3:54.57 | Санкт-Петербург-1 Мария Каменева (57.63) Дарья Чикунова (1:06.37) Екатерина Шапаникова (57.40) Дарья Карташова (53.71)                    | 3:55.11 | Красноярский край Валерия Бодня (1:02.64) Анна Ганус (1:08.62) Софья Лобова (58.56) Ирина Злобина (55.00)                         | 4:04.82 |

### Смешанные дисциплины
| Дисциплины                      | Золото | Золото  | Серебро | Серебро | Бронза | Бронза  |
| ------------------------------- | --- | ------- | --- | ------- | --- | ------- |
| Эстафета 4×50 м вольным стилем  | Москва-1 Климент Колесников (21.56) Владислав Гринёв (21.49) Катарина Милутинович (25.17) Розалия Насретдинова (23.41) | 1:31.63 | Санкт-Петербург-1 Александр Попков (21.57) Евгений Лагунов (21.37) Дарья Карташова (24.36) Дарья С. Устинова (24.45)   | 1:31.75 | Новосибирская область-1 Александр Клюкин (21.88) Дмитрий Лапшин (22.12) Арина Суркова (24.19) Наталья Клюкина (24.02) | 1:32.21 |
| Комбинированная эстафета 4×50 м | Москва-1 Климент Колесников (23.33) Всеволод Занько (26.50) Светлана Чимрова (25.94) Розалия Насретдинова (23.92)      | 1:39.69 | Новосибирская область-1 Дмитрий Лапшин (24.45) Александр Тризнов (27.02) Наталья Клюкина (26.60) Арина Суркова (24.24) | 1:42.38 | Татарстан-1 Владислав Тазов (24.70) Дарья Головина (31.50) Никита Королёв (23.05) Елизавета Базарова (25.07)          | 1:44.32 |